# Amnicola
Amnicola is een geslacht van weekdieren uit de klasse van de Gastropoda (slakken).

## Soorten
- Amnicola cora Hubricht, 1979
- Amnicola dalli (Pilsbry & Beecher, 1892)
- Amnicola decisus Haldeman, 1845
- Amnicola limosus (Say, 1817)
- Amnicola rhombostoma F. G. Thompson, 1968
- Amnicola stygius Hubricht, 1971